# Jan Lipavský
Jan Lipavský, né le 2 juillet 1985 à Prague, est un homme politique tchèque, ancien membre du Parti pirate tchèque (ČPS). Il est ministre des Affaires étrangères à partir du 17 décembre 2021.

## Biographie

### Situation personnelle
Il est titulaire d'une licence en études territoriales internationales de la Faculté des sciences sociales de l'université Charles de Prague. Au cours de ses études, il effectue deux semestres à l'université du Kent au Royaume-Uni dans le cadre du programme d'études Erasmus.
Il a notamment travaillé pour McKinsey & Company et Euro RSCG. Il s'est progressivement développé en analyste et chef de projet dans le domaine des technologies de l'information en banque. Il a également une expérience pratique en marketing.
Jan Lipavský vit à Prague, plus précisément dans le quartier Prague 6. Il a une fille.

### Parcours politique

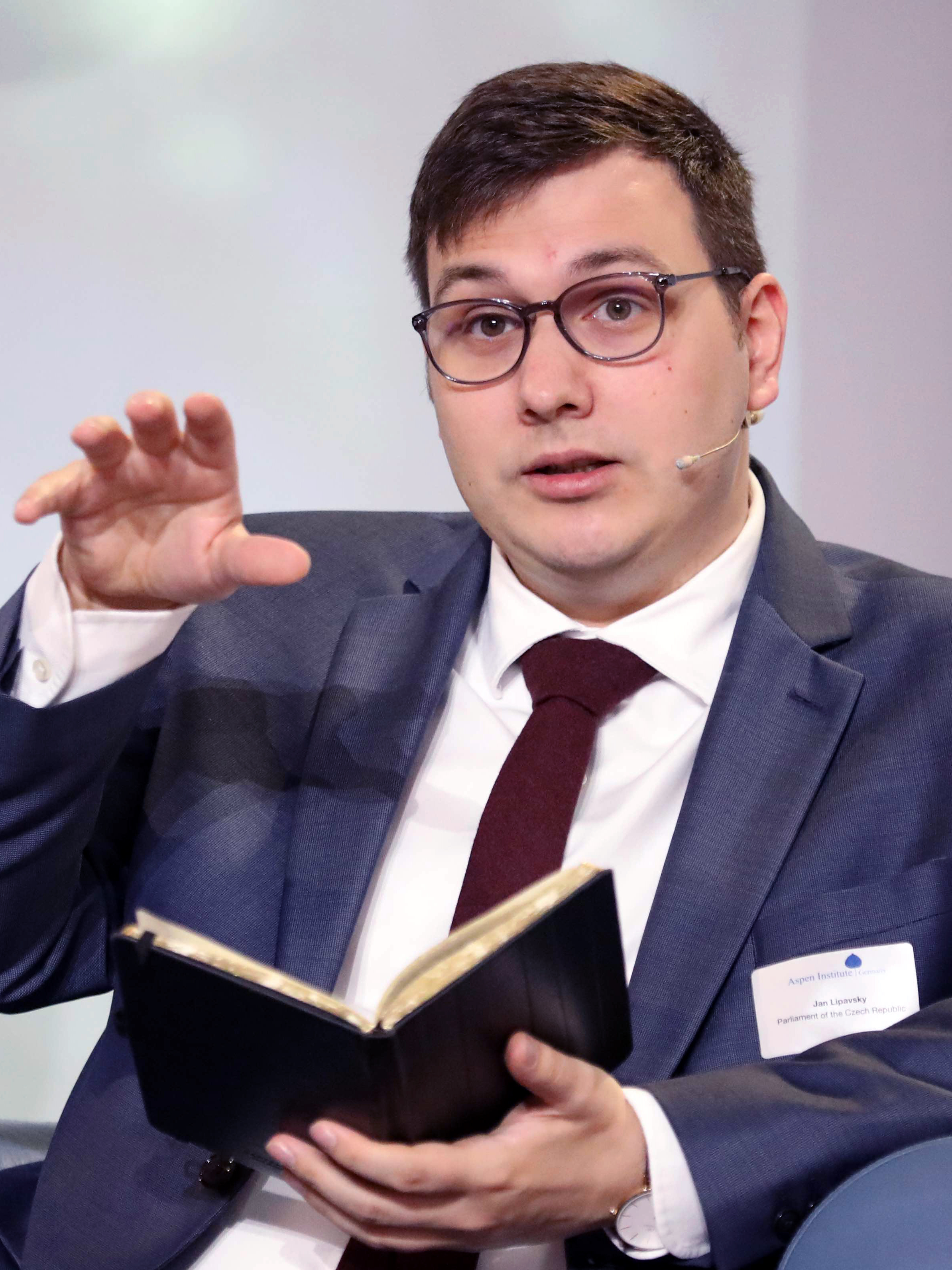
Jan Lipavský en mai 2019.

Il est membre de la Chambre des députés de 2017 à 2021. À la suite des élections législatives tchèques de 2021, il n'est pas réélu.
Par la suite, il est pressenti au poste de ministre des Affaires étrangères du gouvernement de coalition de Petr Fiala. Le président Miloš Zeman a cependant exprimé longuement son désaccord avec la nomination de Lipavský à ce poste ,, en raison, selon le président, de ses faibles qualifications et de ses positionnements sur Israël ou le Groupe de Visegrád.
Sous la menace d'une plainte constitutionnelle du Premier ministre Petr Fiala, le président de la République finit par accepter sa nomination.